# Ashoka-Tempel

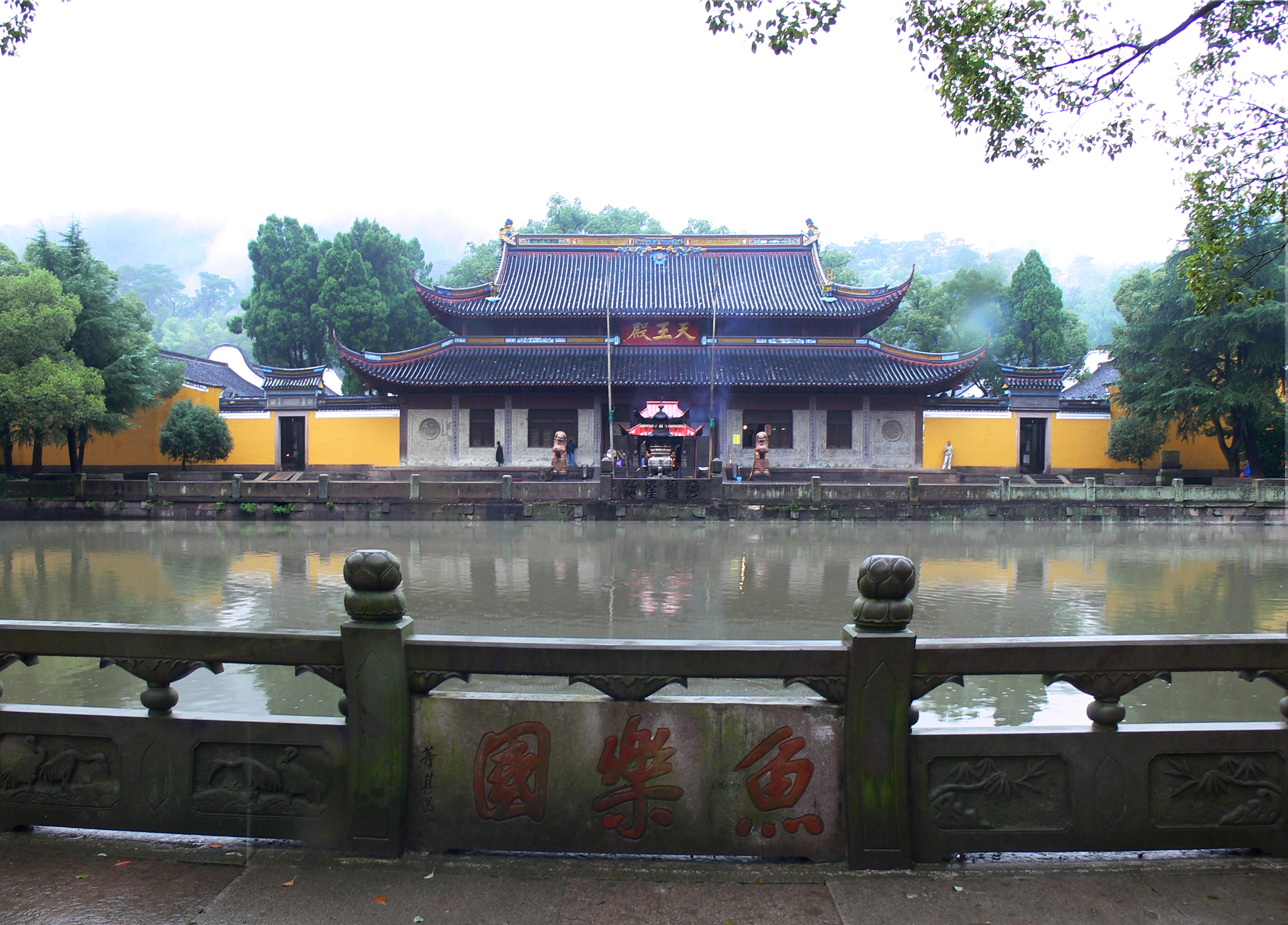
Der Ashoka-Tempel

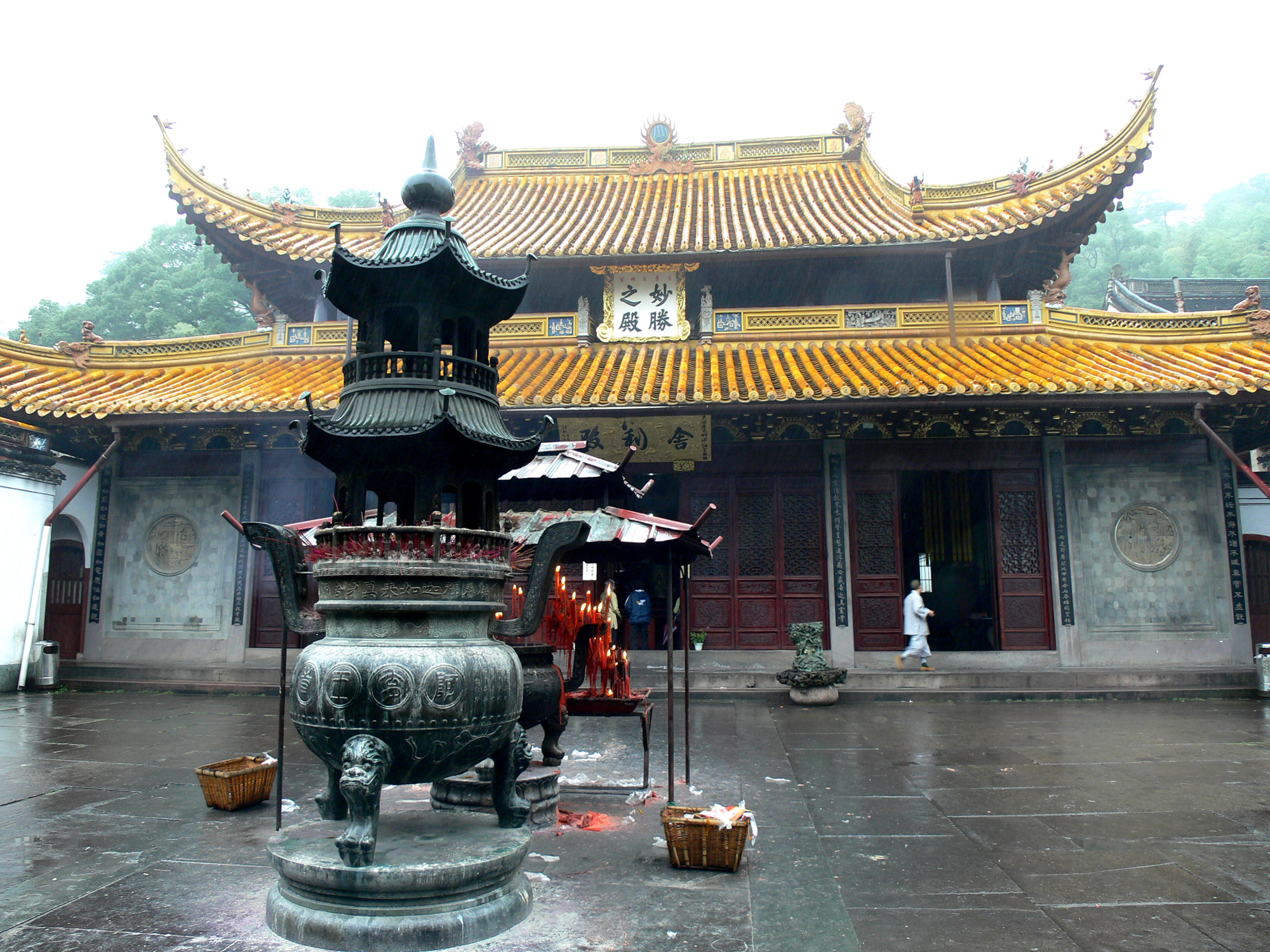
Sarira-Halle

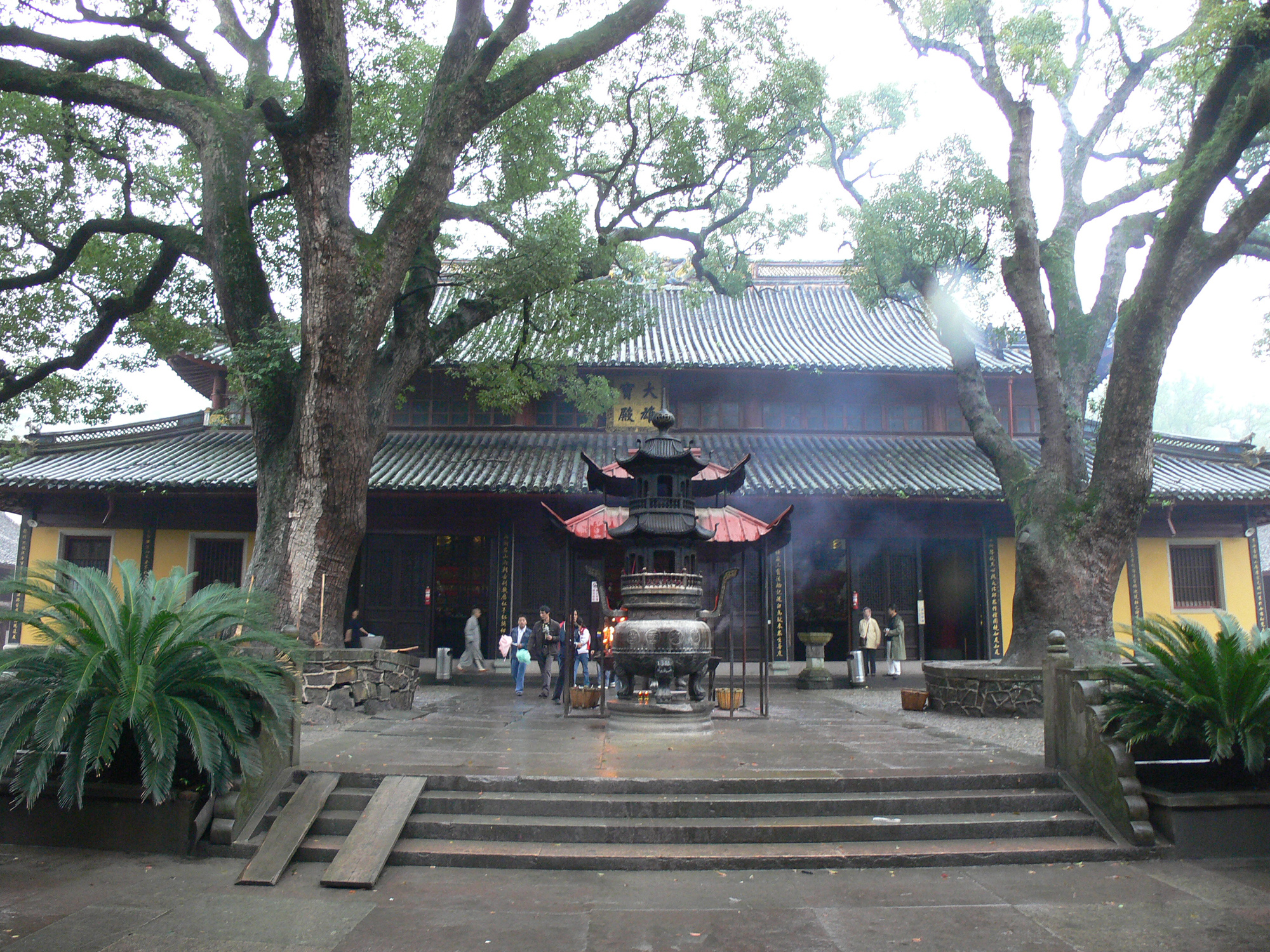
Haupthalle

Der Ashoka-Tempel oder Aśoka-Tempel (chinesisch 阿育王寺, Pinyin Āyùwáng sì, englisch King Ashoka Temple; jap. Aikuō-ji) am südlichen Fuß des Pushan-Bergs im Ort Baochuang, Stadtbezirk Yinzhou, Stadt Ningbo, Provinz Zhejiang, China, ist ein buddhistischer Tempel. 
Der Tempel ist nach König Ashoka, dem dritten Herrscher der indischen Maurya-Dynastie benannt. Sein Ursprung soll auf die Zeit der Westlichen Jin-Dynastie (282) zurückgehen. Es soll dort einst eine alte Stupa entdeckt worden sein, von der behauptet wurde, sie sei eine der 84.000 von Ashoka erbauten.
Im Jahr 405, dem ersten Jahr der Ära Yixi unter Kaiser An der Östlichen Jin-Dynastie wurden dort eine Tempel-Stupa und andere Gebäude erbaut.
Wichtige Gebäude sind die Reliquienhalle (Sheli dian 舍利殿) mit der Reliquie des Buddha Shakyamuni und seine Haupthalle (Daxiong Baodian 大雄宝殿). Der Tempel ist gleichzeitig eine wichtige Stätte für den japanischen Zen-Buddhismus.
Er ist die Nummer fünf der Gruppe der fünf bedeutendsten chinesischen Chan-Buddhismus-Tempel.
Seit 2006 steht er auf der Liste der Denkmäler der Volksrepublik China in Zhejiang (6-545). 